# Dawny budynek teatru w Siedlcach

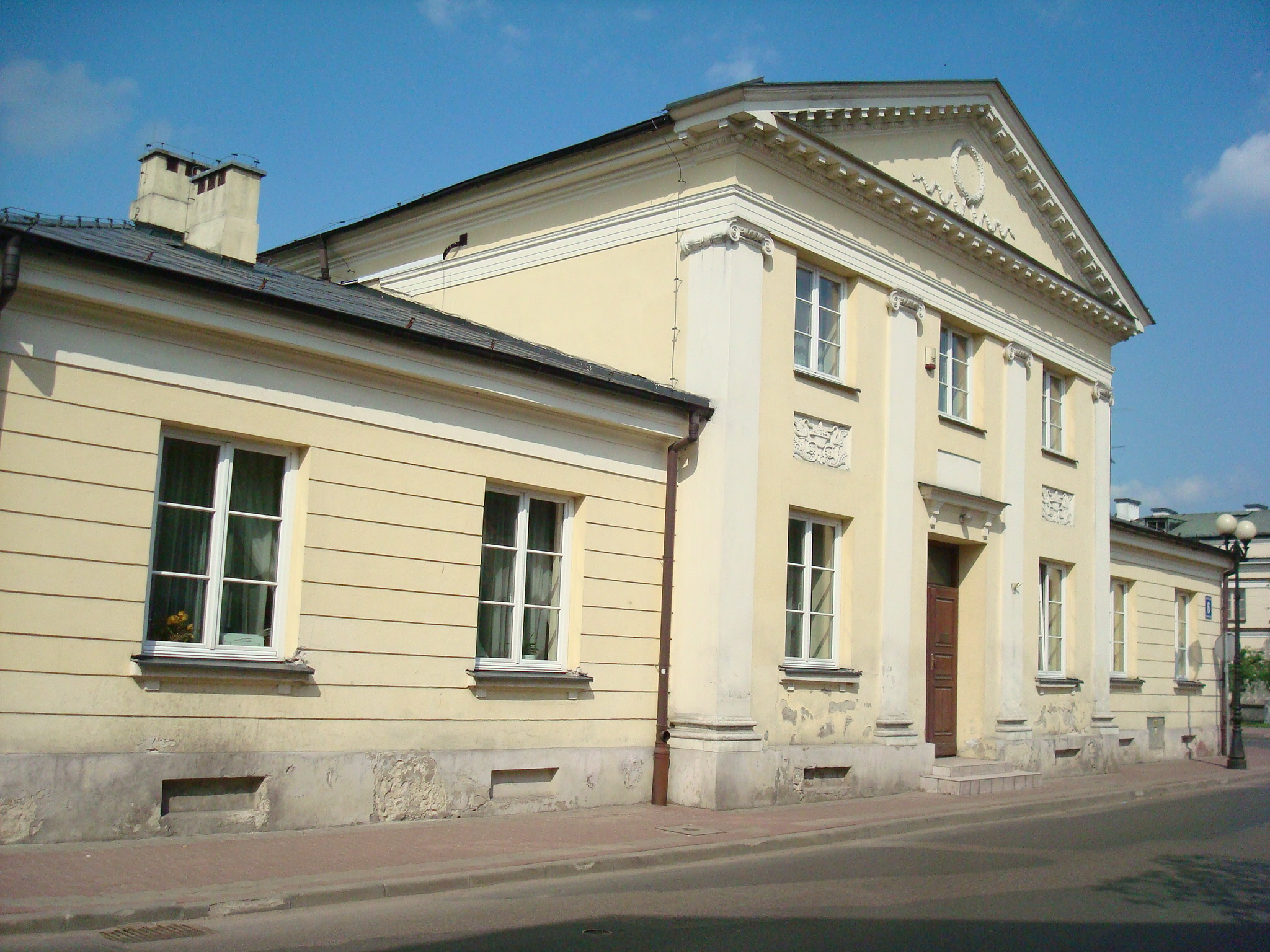
Klasycystyczny budynek teatru w Siedlcach

Klasycystyczny budynek teatru w Siedlcach – budowla w stylu klasycystycznym, mieszcząca się przy ul. bp. I. Świrskiego 6. Zaprojektowana przez architekta Antonia Corazziego, wzniesiona na początku XIX wieku. Pierwotnie mieściły się tutaj wozownie należące do Aleksandry Ogińskiej. Początki teatru siedleckiego sięgają 1788 roku. Była to filia dworskiego teatru hetmana Ogińskiego.
Wcześniej swoją siedzibę miała tu szkoła muzyczna (I i II stopnia), obecnie w budynku mieści się Urząd stanu cywilnego.
 Budynek wpisany jest do rejestru zabytków pod nr rej.: 17-A z 12.07.2001